# Den kulørte Slavehandler
Den kulørte slavehandler er en dansk stumfilm fra 1914 og er Lau Lauritzen Sr. debut som instruktør.

## Medvirkende
- Johanne Fritz-Petersen ... Alice
- Johannes Meyer ... Professor Hasse
- Johannes Ring ... Fabrikant Schultze
- Carl Schenstrøm ... Prins Gera
- Christian Schrøder ... Tom Bruce
- Torben Meyer
- Birger von Cotta-Schønberg
- Vita Blichfeldt
- Mathilde Felumb-Friis
- Axel Boesen